# Estrecho de Bellot
El estrecho de Bellot (en inglés, Bellot Strait) es un estrecho  marino localizado en el ártico canadiense, cuyas aguas separan la isla Somerset, al norte, de la continental península de Boothia, al sur. Administrativamente, pertenece al territorio autónomo de Nunavut, Canadá.
El promontorio de Murchison, en la ribera meridional del estrecho, es el punto más septentrional del continente americano (72°00′04″N 94°32′38″O / 72.00111, -94.54389). 

## Geografía
El estrecho de Bellot, un corto pasaje de unos 35 km de longitud en dirección E-O, conecta las aguas del golfo de Boothia y el estrecho del Príncipe Regente, al este, con las aguas del estrecho de Franklin y del Peel Sound, al oeste. En la parte oriental, el estrecho se abre al fondo de bahía Brentford (en el límite entre el estrecho del Príncipe Regente y golfo de Boothia), señalando su inicio punta Posession, en la ribera sptentrional. En esta boca, de unos 10 km de ancho, hay varias pequeñas islas que hacen difícil la navegación. Tras un tramo de unos 10 km de largo, el estrecho se estrangula hasta una anchura de apenas 1 a 2 km hasta el final, en la parte occidental, de nuevo en una zona de transición entre las aguas del estrecho de Franklin y las del Peel Sound.
Sus costas son abruptas y se elevan en la ribera norte hasta los 450 m y en la ribera meridional, hasta los 750 m. La navegación en el estrecho se hace muy difícil por la presencia de muchos pequeños icebergs. La corriente puede alcanzar una velocidad de 8 nudos y con frecuencia cambia de dirección.

## Historia
El estrecho de Bellot fue descubierto en 1852 por una de las expediciones que partió en busca de la expedición perdida de Franklin (1845). La expedición, financiada por su mujer Lady Franklin, estaba al mando de William Kennedy y era su segundo, el teniente francés Joseph René Bellot. Partieron en el barco Prince Albert, con una tripulación de solo 17 hombres, desde Aberdeen, Escocia en mayo de 1851. Una vez llegado al ártico, lograron avanzar por el Lancaster Sound y penetrar en el estrecho del Príncipe Regente. El 9 de septiembre, Kennedy con cuatro marineros, desembarcó en puerto Leopold, en el extremo nororiental de isla Somerset y mientras tanto, el hielo arrastró al Prince Albert en dirección sur. Después de intentar, sin éxito, mantener el buque cerca de puerto Leopold, Bellot se vio obligado a fondear en la bahía Batty, a unas 80 km al sur. Inmediatamente intentó llegar a pie en auxilio de Kennedy, pero el mal tiempo le obligó a regresar. Después de un segundo fracaso, logró finalmente llegar por tierra hasta puerto Leopold, realizando el viaje de regreso ambos grupos a mediados de octubre, cinco semanas después de separarse. 
Con el barco atrapado, Kennedy, Bellot y 12 de los tripulantes, partieron a finales de febrero de 1852 para explorar la zona de la península Boothia. Después de una parada en playa Fury, en la bahía de Creswell, el grupo continuó al sur, y el 5 de abril llegaron a la bahía de Brentford. Ocho de los miembros del grupo regresaron al Prince Albert, mientras que Kennedy, Bellot, y cuatro de sus hombres siguieron hacia el suroeste. El 7 de abril descubrieron un nuevo canal, que más tarde Kennedy llamó en reconocimiento a su segundo, estrecho de Bellot. 
Se desconoce por qué no siguieron explorando al sur, como era su intención, la península de Boothia (quizás a causa de la nieve y la niebla), pero se dirigieron al oeste, hacia la isla del Príncipe de Gales, cruzando las aguas heladas del Peel Sound y el estrecho de Franklin (que ellos también nombraron). Regresaron de vuelta al Prince Albert el 30 de mayo, después de haber completado un viaje de unas 1.100 millas, y el 28 de agosto de 1852 zarparon hacia isla Beechey y llegaron a Aberdeen unos 40 días más tarde. A pesar de que fracasaron en la búsqueda de Franklin, Kennedy y Bellot contribuyeron al conocimiento del ártico canadiense y lograron regresar a Gran Bretaña sin la pérdida de un solo hombre.
El primer barco en cruzar el estrecho fue en 1937, en dirección oeste a este, el Aklavik, un velero de dos palos perteneciente a la Compañía de la Bahía de Hudson, dirigido por Scotty Gallen. 
La Compañía de la Bahía de Hudson estableció en 1937 un pequeño puesto comercial, Fort Ross, en la entrada oriental. Se cerró once años más tarde, pero los edificios se utilizan ahora como refugio por los inuits y los pocos navegantes que se aventuran a navegar por las aguas del estrecho.